# Lac Kachiwiss
Le lac Kachiwiss est un lac situé au nord de Sept-Îles, dans la province de Québec, au Canada. Celui-ci s'écoule dans la rivière Kachiwiss, un affluent de la rivière Moisie.

## Géologie
La région du lac a fait l'objet d'explorations minières par la société Terra Ventures en raison de la présence d'oxyde d'uranium dans son sol.